# Campionat del món de ciclisme en pista de 1910
El Campionat Mundial de Ciclisme en Pista de 1910 es va celebrar a Brussel·les (Bèlgica) del 17 al 25 de juliol de 1910. En total es va competir en 4 disciplines, 2 de professionals i 2 d'amateurs.

## Resultats

### Professional
| Prova                | Or                      | Argent                         | Bronze                         |
| Velocitat individual | Émile Friol · França    | Thorvald Ellegaard · Dinamarca | Walter Rütt · Imperi Alemany   |
| Darrere moto         | Georges Parent · França | Léon Vanderstuyft · Bèlgica    | Robert Walthour · Estats Units |

#### Amateur
| Prova                | Or                          | Argent                       | Bronze                     |
| Velocitat individual | William Bailey · Regne Unit | Karl Neumer · Imperi Alemany | Paul Texier · França       |
| Darrere moto         | Henri Hens · Bèlgica        | Louis Delbor · França        | Sydney Bailey · Regne Unit |

## Medaller
| Pos. | País           | Or | Plata | Bronze | Total |
| 1    | França         | 2  | 1     | 1      | 4     |
| 2    | Bèlgica        | 1  | 1     | 0      | 2     |
| 3    | Regne Unit     | 1  | 0     | 1      | 2     |
| 4    | Imperi Alemany | 0  | 1     | 1      | 2     |
| 5    | Dinamarca      | 0  | 1     | 0      | 1     |
| 6    | Estats Units   | 0  | 0     | 1      | 1     |